# Gjøvik
Gjøvik est une kommune et ville de Norvège située dans le comté d'Innland.
La patinoire olympique de Gjøvik a accueilli les épreuves de hockey sur glace lors des Jeux olympiques d'hiver de 1994.
La commune avait au 1er janvier 2020 30 560 habitants, dont 20 474 dans la ville de Gjøvik.

## Géographie
La commune de Gjøvik est limitrophe des communes de Lillehammer au nord, Ringsaker de l'autre côté du lac Mjøsa à l'est, Østre Toten et Vestre Toten au sud, ainsi que Søndre Land et Nordre Land à l'ouest. Les districts de Gjøvik, Toten et Land forment la région de Gjøvik, qui constitue le Vestoppland avec le district de Hadeland. 

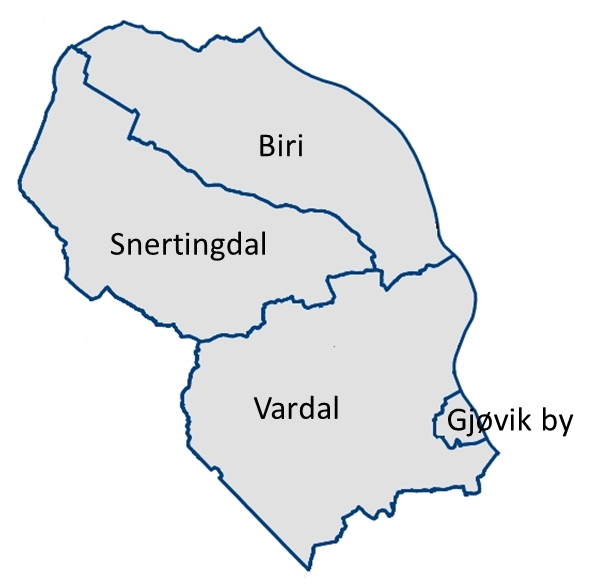
Limites des communes avant 1964

 La commune englobe la ville de Gjøvik (Gjøvik by) qui en est le centre administratif, ainsi que les anciennes communes rurales (herred) de Vardal, Snertingdal et Biri. 
Les villages de Hunndalen (aujourd'hui absorbé par la ville de Gjøvik) et Bybrua se situent dans l'ancienne commune de Vardal, tandis que Snertingdal et Biri ont chacune leur centre. Entre Biri et la ville de Gjøvik se trouve le hameau de Redalen.
La superficie de la commune est de 672,16 km², dont 485,24 km² (72 %) de forêts, 75,84 km² (11 %) de terres cultivées, 43,32 km² (6 %) sont couverts d'eau et 29,12 km² (4 %) de zones humides.

### Relief
Gjøvik est principalement formée de trois vallées débutant à 20–30 km à l'ouest du lac Mjøsa. Biri est situé le long de la rivière Vismunda à l'exception de Biristrand (Biri-plage) qui se trouve plus au nord sur la rive du Mjøsa. Snertingdal et Redalen se trouvent le long des rivières Kjerringelva, Storelva. Vardal avec Hunndalen et la ville de Gjøvik sont bercés par les rivières Ålstadelva, Vesleelva et Hunnselva. Ces trois vallées sont séparées par des hauteurs boisées.
Le plus haut sommet de la commune avec 837 mètres est sur la Ringsrudåsen à la limite avec la commune de Nordre Land, entre Biri Øverbygd (Hauts de Biri) et Øvre Snertingdal (Haut Snertingdal).
Hovdetoppen (258 m) surplombe l'embouchure de l'Hunnselva, Bergstoppen (436 m) domine Nordbyen et Bratenghøgda (485 m) se dresse à l'est de Hunndalen. La gare de Gjøvik est située à une altitude de 129,2 mètres.

### Climat
Les relevés ont été effectués à la station météorologique Kise på Hedmark, à 6,7 km au sud-est du centre-ville de Gjøvik sur la rive occidentale de la presque-île de Nes dans la commune de Ringsaker. Les valeurs antérieures à 2005 sont lacunaires.
| Mois                                                   | jan.       | fév.       | mars       | avril      | mai       | juin      | jui.      | août      | sep.      | oct.       | nov.       | déc.       | année      |
| ------------------------------------------------------ | ---------- | ---------- | ---------- | ---------- | --------- | --------- | --------- | --------- | --------- | ---------- | ---------- | ---------- | ---------- |
| Température minimale moyenne (°C)                      | −8,2       | −9         | −5,2       | −0,3       | 4,6       | 8,9       | 11,5      | 10,7      | 7         | 2,2        | −2         | −6,6       | 1,3        |
| Température moyenne (°C)                               | −4,9       | −5         | −1         | 4          | 9,4       | 13,8      | 16,3      | 15,2      | 11        | 5,4        | 0,6        | −3,6       | 5,2        |
| Température maximale moyenne (°C)                      | −1,6       | −1,2       | 3,8        | 9,4        | 15,1      | 19        | 21,6      | 20,4      | 15,5      | 8,7        | 3,3        | −0,4       | 9,6        |
| Record de froid (°C) date du record                    | −30,4 2003 | −31,8 2011 | −25,2 2018 | −14,7 1996 | −3,5 1997 | 0,7 1992  | 3,4 1995  | 2,6 2007  | −2,4 1994 | −12,9 1992 | −17,4 1993 | −23,4 2010 | −31,8 2011 |
| Température maximale la plus basse (°C) date du record | −20,1 1996 | −20 2011   | −12,1 1994 | −1,7 2000  | 4,2 1999  | 9,5 1998  | 12,6 2008 | 12,4 2010 | 6,3 1993  | −5,3 1992  | −10,8 2010 | −17,6 1995 | −20,1 1996 |
| Température minimale la plus haute (°C) date du record | 5,2 2005   | 4,2 1993   | 5,3 2012   | 7,1 2007   | 14,1 2018 | 16,9 2020 | 21,2 2018 | 19,5 1997 | 15,9 1999 | 12,7 2013  | 8,9 2005   | 7,3 2006   | 21,2 2018  |
| Record de chaleur (°C) date du record                  | 11,2 2020  | 12 1998    | 18,3 2012  | 24,4 2019  | 30,7 2017 | 31 2018   | 33,5 2014 | 30,5 2004 | 26,1 1999 | 30,3 1996  | 16,6 2015  | 12,7 2000  | 33,5 2014  |
| Précipitations (mm)                                    | 46,6       | 24,5       | 26,3       | 31,4       | 54,3      | 67,9      | 72,3      | 85,3      | 57,8      | 56,5       | 49,5       | 35,8       | 608,2      |

| Diagramme climatique                                  |            |             |             |             |           |              |              |           |            |           |              |
| J                                                     | F          | M           | A           | M           | J         | J            | A            | S         | O          | N         | D            |
| −1,6−8,246,6                                          | −1,2−924,5 | 3,8−5,226,3 | 9,4−0,331,4 | 15,14,654,3 | 198,967,9 | 21,611,572,3 | 20,410,785,3 | 15,5757,8 | 8,72,256,5 | 3,3−249,5 | −0,4−6,635,8 |
| Moyennes : • Temp. maxi et mini °C • Précipitation mm |            |             |             |             |           |              |              |           |            |           |              |

### Quartiers
La ville de Gjøvik est divisée en plusieurs arrondissements le long de la rivière Hunnselva. Au nord de la rivière se trouve Nordbyen (ville-nord) qui recouvre l'essentiel du centre de Gjøvik ainsi que des quartiers pavillonnaires de Hunn et Tranberg. La bourgeoisie de Gjøvik habitait historiquement dans les quartiers au nord du centre-ville.
Sørbyen (ville-sud) était davantage peuplée par les familles ouvrières qui travaillaient dans les grandes usines de Gjøvik et ses environs. Elle englobe les quartiers de Tongjordet, Kallerud, Kopperud et Vindingstad.
Hunndalen est un faubourg de l'ancienne commune de Vardal qui s'est développé autour des usines Mustad Fabrikker, et Toten Cellulosefabrikk avant de s'agglomérer avec Gjøvik et en devenir une importante composante.
La composition socio-démographique des différents quartiers a été considérablement transformée au cours des précédentes décennies.
Le village de Bybrua et le hameau de Tobru, aussi issus de Vardal se trouvent au nord-ouest du centre. Les villages de Redalen et Biri se trouvent au nord en direction de Lillehammer.

### Transports

#### Interurbain
Un réseau de bus urbains géré par Innlandstrafikk (lignes B41 à B47) relie les différents quartiers de Gjøvik et de Toten entre eux.
Il existe également un réseau de 60 (10 en hiver) vélos électrifiés en partage.

#### Routier
Gjøvik est desservie par la riksvei 4 qui traverse la ville pour rejoindre Raufoss (Vestre Toten), Jaren (Gran) et Nittedal avant de finir à Oslo au sud. Au nord, la riksvei 4 débouche sur la route européenne E6 au pont Mjøsbrua. La route européenne E6 continue au nord vers Biri, Lillehammer et Trondheim, puis descend le long de la rive est du lac Mjøsa vers Moelv et Brummundal (Ringsaker), Hamar et Oslo au sud.
La fylkesvei 33 débute au sud à Minnesund (Eidsvoll), longe la rive occidentale du lac Mjøsa pour traverser Kapp (Østre Toten) et Gjøvik puis Dokka (Nordre Land) à l'ouest avant de rejoindre la route européenne E16 et se diriger vers Bybrua, Fagernes (Nord-Aurdal), Voss et Bergen.
Le réseau des bus comtaux d'Innlandstrafikk relie Gjøvik à Dokka et Fagernes (ligne 110), Hamar (ligne 100), Hønefoss (ligne 103) et Lillehammer (lignes 102 et 103). La gare routière est située au niveau de la gare ferroviaire de Gjøvik.

#### Ferroviaire
Gjøvik est reliée à Oslo par les services R30 et R30X sur la ligne de Gjøvik qui dessert également Raufoss, Jaren (Gran) et Nittedal. Bane NOR, prévoit d'augmenter la fréquence actuelle (un train toutes les deux heures en heures creuses et toutes les heures pendant le rush) à un train par heure d'ici 2022.
La ligne de Dovre comporte un arrêt à Moelv (Ringsaker) sur la rive orientale du lac Mjøsa, face à Biri, de l'autre côté du pont Mjøsbrua.

#### Aérien
L'aéroport d'Oslo-Gardermoen est situé à une centaine de kilomètres au sud-est de Gjøvik. Il est accessible via la fylkesvei 33 par la route européenne E6 et desservi par la ligne de Dovre.

#### Fluvial
Le navire touristique Skibladner relie le centre de Gjøvik à Hamar, Kapp (Østre Toten), Lillehammer et Moelv en été. 

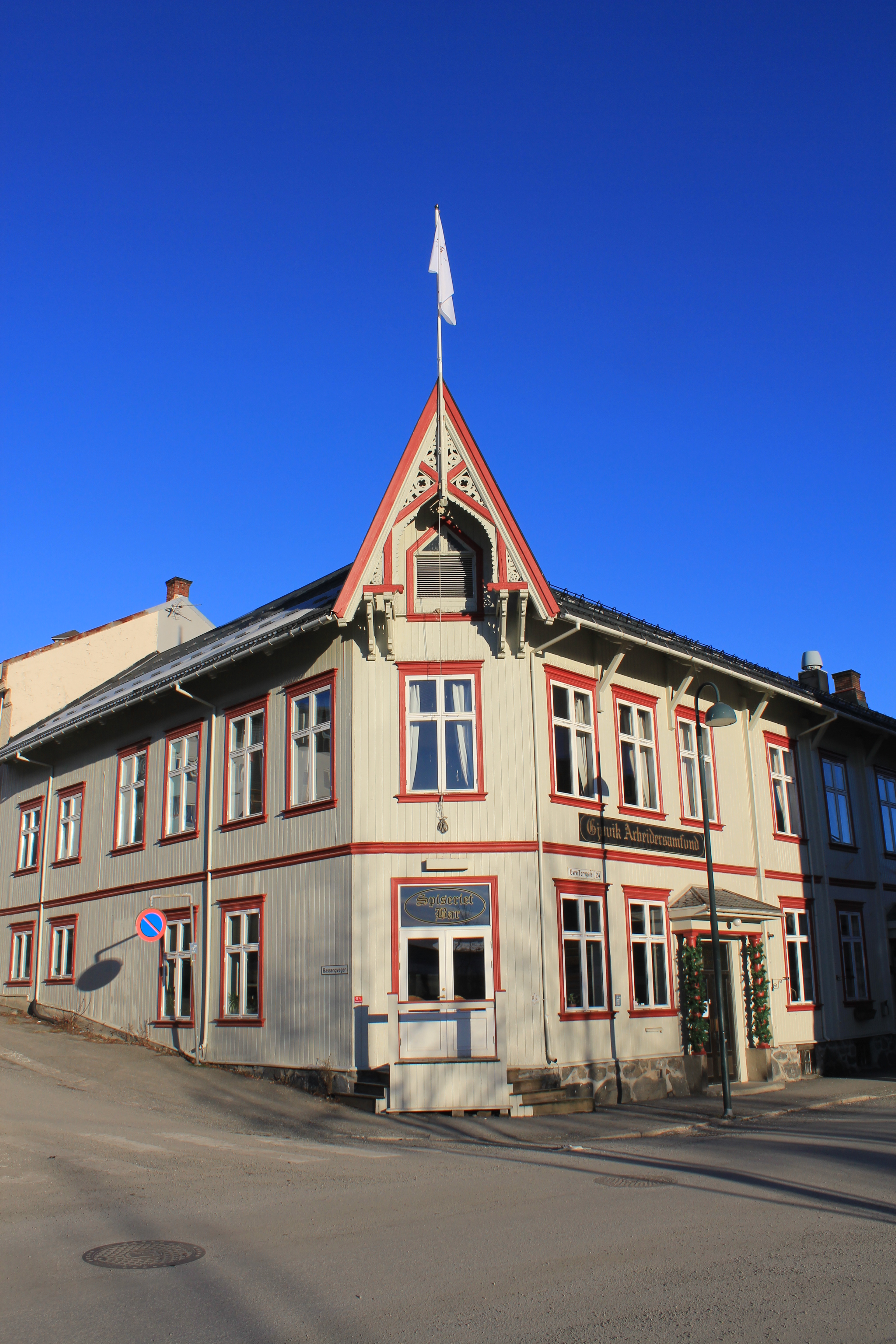
Maison traditionnelle blanche en bois avec tour (surrélévation)

## Toponymie
Des documents de la seconde moitié du XIVe siècle font mention de Birid (Biri), Rédalr (Redalen), Snartheimsdalr (Nedre Snertingdal ) et Stufnar (Øvre Snertingdal ), Hunnardalr (Hunndalen) et enfin Vardalr (Vardal). Ces domaines appartenaient au Syssel nord de l'ancien comté de Heina qui correspondait aux actuelles communes de Gjøvik et Ringsaker (nord), Hamar, Løten et Stange (sud).
Le nom de Djupvik, signifiant crique profonde et depuis transformé en Gjøvik, apparaît lors d'une cession en 1432 sous la forme Dyupwiik pour désigner une ferme faisant alors partie de la paroisse de Vardal.
La ville de Gjøvik était originellement constituée de nombreuses maisons de bois peintes en blanc, lui donnant sur surnom "la ville blanche au bord de Mjøsa" (den hvite by ved Mjøsa), bien que nombre de ces maisons aient aujourd'hui été remplacées par des immeubles.

## Histoire
La verrerie de Biri (Biri Glassverk) est la première industrie à s'implanter sur le territoire de l'actuelle commune en 1761 et y maintient une production de 1764 à 1880 avec une pause entre 1843 et 1855. Elle se situait à l'emplacement de ''Verket'' près du lac Mjøsa sur la rive nord de la rivière Vismunda, au nord-est du centre de Biri. 
L'emplacement de la ville de Gjøvik a été largement influencé par la rivière Hunnselva qui la traverse et fut un important atout au début de l'ère industrielle. Le gestionnaire de la verrerie de Biri, Caspar Kauffeldt lance en 1804 la construction de la verrerie de Gjøvik (Gjøvik Glassverk) à l'embouchure de la rivière Hunnselva sur le territoire des fermes de Hunn et Nedre Gjøvik. La production y débute en 1807, et dure jusqu'en 1843 avant un redémarrage en 1994.
L'usine de clous et câbles d'acier de Brusveen, depuis devenue l'entreprise O. Mustad & Søn, ouvre en 1832. En 1854 ouvrent la distillerie de pommes de terre d'Holmen et le négoce du petit-fils de Caspar Kauffeldt, Hans B. Falk. 
Le fils de Caspar, Wexel Hansen Kauffeldt meurt en 1860. Son testament requiert l'érection du bourg au statut de ville avant 1865. La ville de marché de Gjøvik est établie le 1er janvier 1861 à partir des fermes de Øvre et Nedre Gjøvik (Haut- et Bas-), Hunn et Viken dans la commune de Vardal. La ville annexe d'autres parties de Vardal en 1921 et 1955.
La ligne de Gjøvik relie la ville à Oslo depuis 1902.
La commune de Gjøvik est fondée en 1964 par la fusion de la ville de Gjøvik, et des communes de Vardal, Snertingdal et Biri. Redalen avait été transféré en 1821 à la paroisse de Biri depuis celle de Ringsaker.

## Politique et administration

### Élections

#### Élection municipale de 2019
| Parti                                         | Proportion | Proportion | Voix  | Voix  | Sièges au Conseil municipal | Sièges au Conseil municipal | Membres du collège exécutif |
| --------------------------------------------- | ---------- | ---------- | ----- | ----- | --------------------------- | --------------------------- | --------------------------- |
| Parti                                         | %          | ±          | total | ±     | total                       | ±                           | Membres du collège exécutif |
| Parti travailliste                            | 33,4       | -8,7       | 4756  | -749  | 14                          | -5                          | 4                           |
| Parti du centre (agrarien)                    | 22,5       | +10,3      | 3202  | +1613 | 9                           | +4                          | 2                           |
| Høyre (conservateurs)                         | 19,0       | -0,5       | 2709  | +152  | 8                           | -1                          | 2                           |
| Rødt (communistes)                            | 6,1        | +2,2       | 871   | +359  | 2                           | 0                           | 1                           |
| Parti socialiste de gauche                    | 5,2        | +2,0       | 738   | +325  | 2                           | +1                          | 0                           |
| Parti de l'environnement - Les Verts          | 3,9        | +1,1       | 553   | +189  | 2                           | +1                          | 0                           |
| Parti du progrès (populiste)                  | 3,8        | -0,9       | 539   | -72   | 2                           | 0                           | 1                           |
| Venstre (socio-libéraux)                      | 2,8        | -1,4       | 404   | -150  | 1                           | -1                          | 1                           |
| Parti populaire chrétien (chrétien-démocrate) | 2,4        | -1,6       | 346   | -177  | 1                           | -1                          | 0                           |
| Les Chrétiens (chrétien-conservateur)         | 0,7        | +0,7       | 102   | +102  | 0                           | 0                           | 0                           |
| Parti capitaliste (libertarien)               | 0,3        | +0,3       | 38    | +38   | 0                           | 0                           | 0                           |
| Total                                         | 58,9 %     | 58,9 %     | 14397 | 14397 | 41                          | 41                          | 11                          |

Torild Sveen (Parti du centre) est élu maire avec Anne Bjertnæs (conservatrice) comme vice-maire.

### Jumelages
La commune de Gjøvik est jumelée avec les villes suivantes : 
| Ville | Ville     | Pays | Pays       |
| ----- | --------- | ---- | ---------- |
|       | Gävle     |      | Suède      |
|       | Næstved   |      | Danemark   |
|       | Rauma     |      | Finlande   |
|       | Stoughton |      | États-Unis |

## Équipements et services publics

### Eau et déchets

#### Alimentation en eau potable
La source d'eau potable de la commune de Gjøvik est le lac Mjøsa. Le nord de la commune (Biri, Redalen, Snertingdal) est alimenté par la station de traitement municipale de Biri (330 000 m3 par an) tandis que la partie sud est approvisionnée par la station d'Engelandslodden (3 000 000 m3 par an).
L'eau issue du lac Mjøsa est légèrement basique avec un pH d'environ 8, et très douce avec 1°GH, soit 0,75°TH.

#### Traitement des eaux usées
La station d'épuration municipale de Rambekk retraite les eaux usées de Gjøvik avant de les relâcher par 7 mètres de fond dans le lac Mjøsa. Les boues sont transformées en engrais sous forme de granulés.

#### Gestion des déchets
La société intercommunale Horisont Miljøpark IKS basée à Dalborgmarka au sud de la commune de Gjøvik est chargée de la collecte et du tri des déchets de Gjøvik, Toten et Land. Les déchets alimentaires sont transformés depuis 2000 par Mjøsanlegget Biogass à Lillehammer en compost, engrais et biogaz.

### Énergie et télécommunications
La société Elvia, issue de la fusion d'Eidsiva Nett et Hafslund Nett est responsable du réseau de distribution d'électricité des comtés d'Innland, Oslo et de la partie est du comté de Viken.
Eidsiva Bioenergi gère un réseau de chaleur alimenté par la combustion des résidus de l'industrie du bois. En 2020, 49,5 GWh d'énergie y ont été produits, en repli de 53 GWh l'année précédente.
En 2020, la quasi-totalité des foyers de Gjøvik avait accès à l'internet à haut-débit. La couverture à très haut débit était plus parcellaire dans les périphéries, notamment à Biri Overbygd, entre Biri et Redalen ou au sud-ouest de Hunndalen. La municipalité de Gjøvik subventionne l'extension du réseau de fibre optique en partenariat avec Telenor et Eidsiva.

### Éducation et recherche

#### Jardins d'enfants
Gjøvik compte 25 barnehage (crèches et écoles maternelles) : 7 dont 3 privés pour le centre et Nordbyen, 9 dont 6 privés à Sørbyen, 4 dont 3 privés pour Hunndalen-Vardal, 4 dont 3 privés à Biri et 1 privé à Snertingdal. 

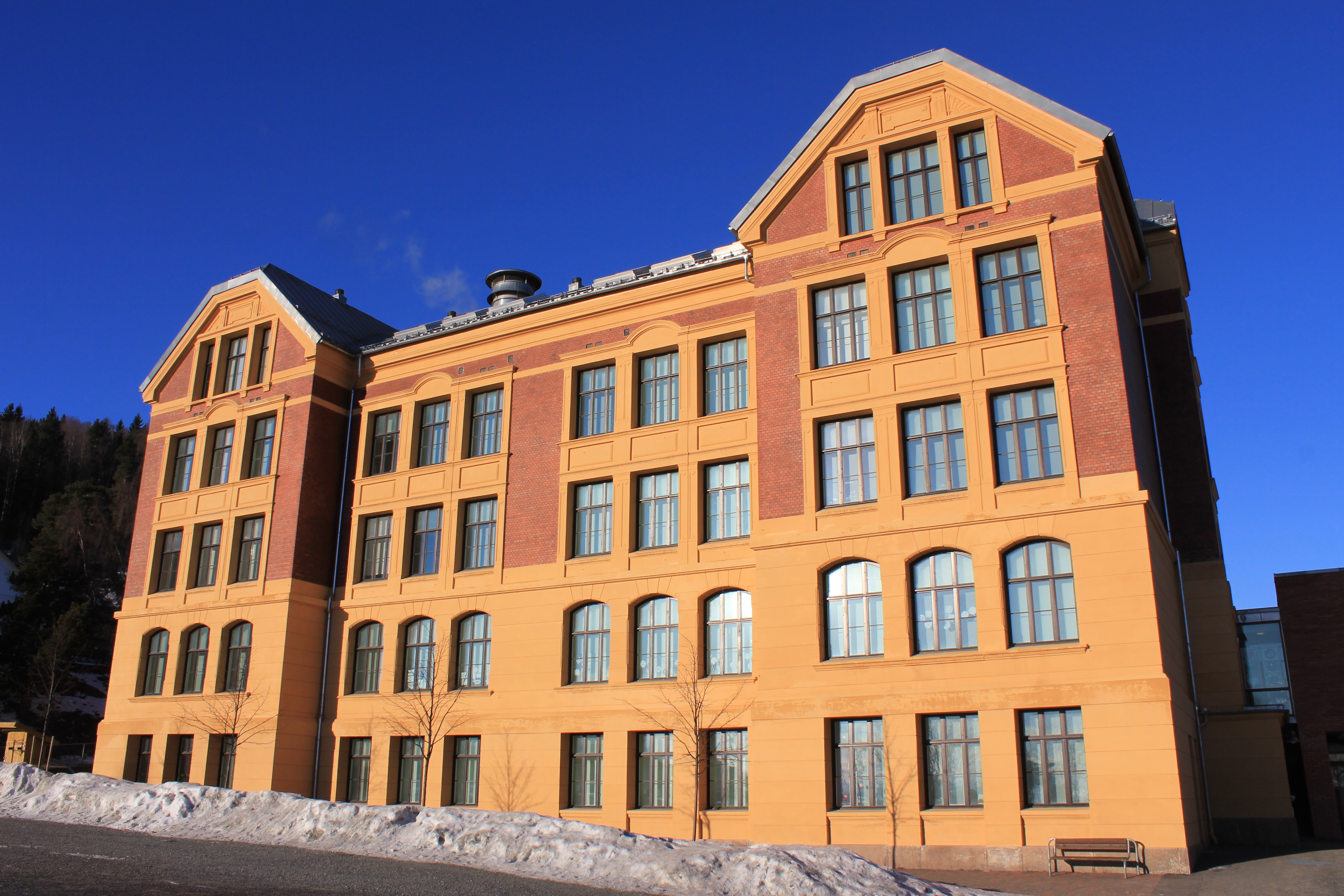
École primaire de Gjøvik (1903)

#### Enseignement primaire
Gjøvik compte 10 écoles primaires publiques : 3 pour le centre et Nordbyen, 2 à Sørbyen, 2 pour Hunndalen-Vardal et 3 à Biri.

#### Enseignement secondaire
Gjøvik compte 4 collèges publics: Bjørnsveen pour le centre et Nordbyen, Kopperud à Sørbyen, Vardal pour Hunndalen, et Biri, ainsi qu'un centre d'études pour adultes.
Le lycée de Gjøvik est l'un des plus grands du comté et résulte de la fusion des lycées de Tranberg, Gjøvik et Bondelia en 2005. Ses sections générales et technologiques accueillent 1180 élèves pour 220 employés. Le lycée prépare également au baccalauréat international et a reçu en 2015 le prix de la reine Sonja pour son environnement d'étude.

#### Écoles privées
L'école internationale de la région de Gjøvik accueille les élèves de l'école primaire au collège, tout comme l'école Steiner de Gjøvik-Toten.

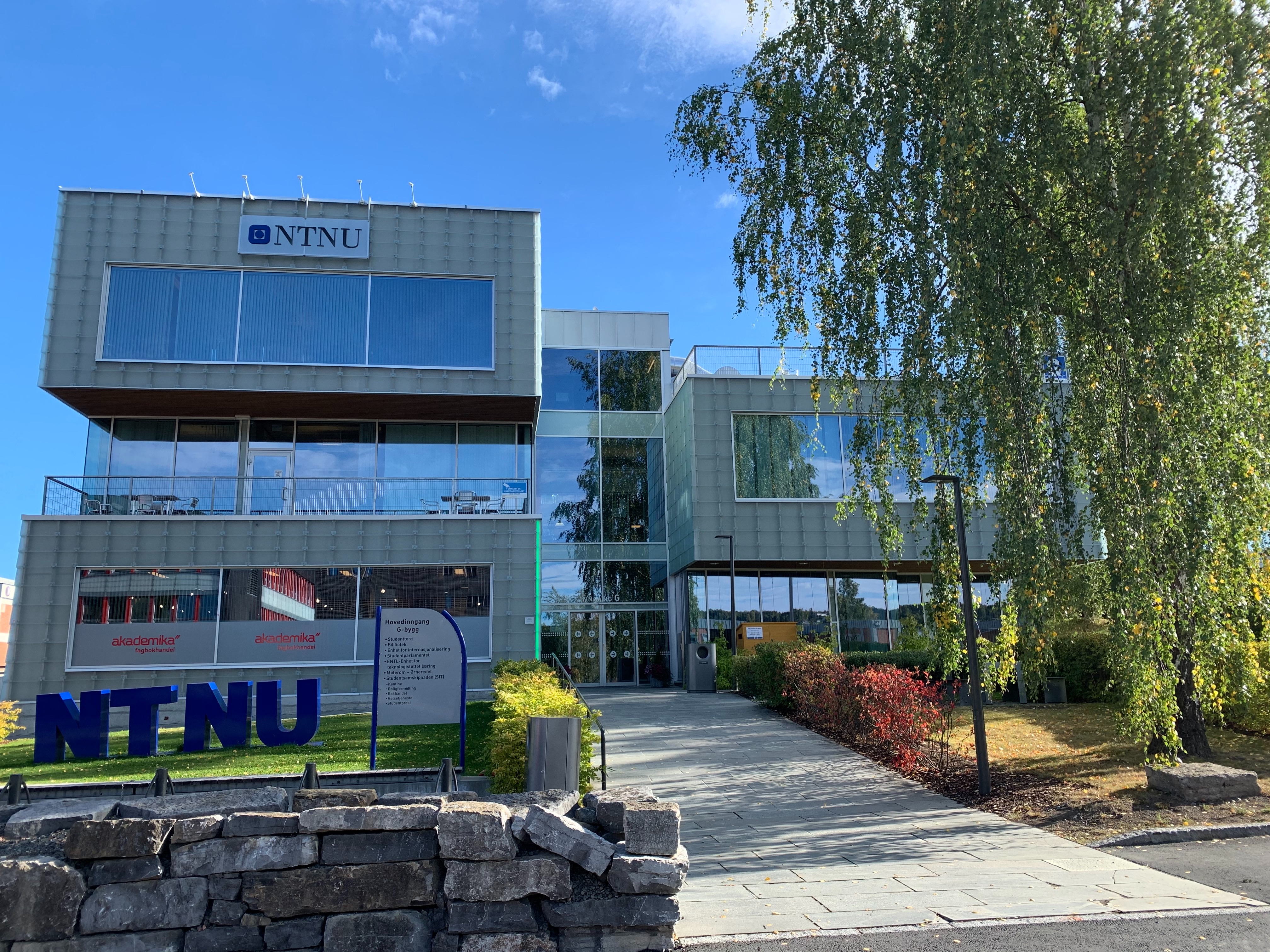
Bâtiment principal de NTNU à Gjøvik

#### Enseignement supérieur
Le collège universitaire de Gjøvik (Høgskolen i Gjøvik) a fusionné en 2016 avec les collèges universitaires d'Ålesund et Trondheim pour former l'université norvégienne de sciences et de technologie (NTNU). Environ 4000 étudiants sont rattachés au campus de NTNU Gjøvik, qui propose des formations en informatique (jusqu'au doctorat), santé et technologie (jusqu'au master) et des licences en design et économie.
L'école technique d'Innland se situe à proximité de NTNU Gjøvik et accueille 1500 étudiants, principalement en technologie, santé, agriculture et management.

### Santé
Gjøvik compte 6 maisons de retraite médicalisées: dans le centre, à Nordbyen, Sørbyen, Hunndalen, Snertingdal et Biri.
L'hôpital de Gjøvik fait partie de Sykehus Innlandet et est situé immédiatement au nord-ouest du centre-ville.

### Justice
Le tribunal de Gjøvik est la première instance pour 93 000 habitants dans les communes de Gran, Lunner, Nordre et Søndre Land, Østre et Vestre Toten et Gjøvik. Gjøvik dépend de la cour d'appel d'Eidsivating qui siège à Hamar.
La prison de l'Innland a une division de haute sécurité pour hommes avec 24 places dans le centre de Gjøvik.

## Population et société

### Sports et loisirs

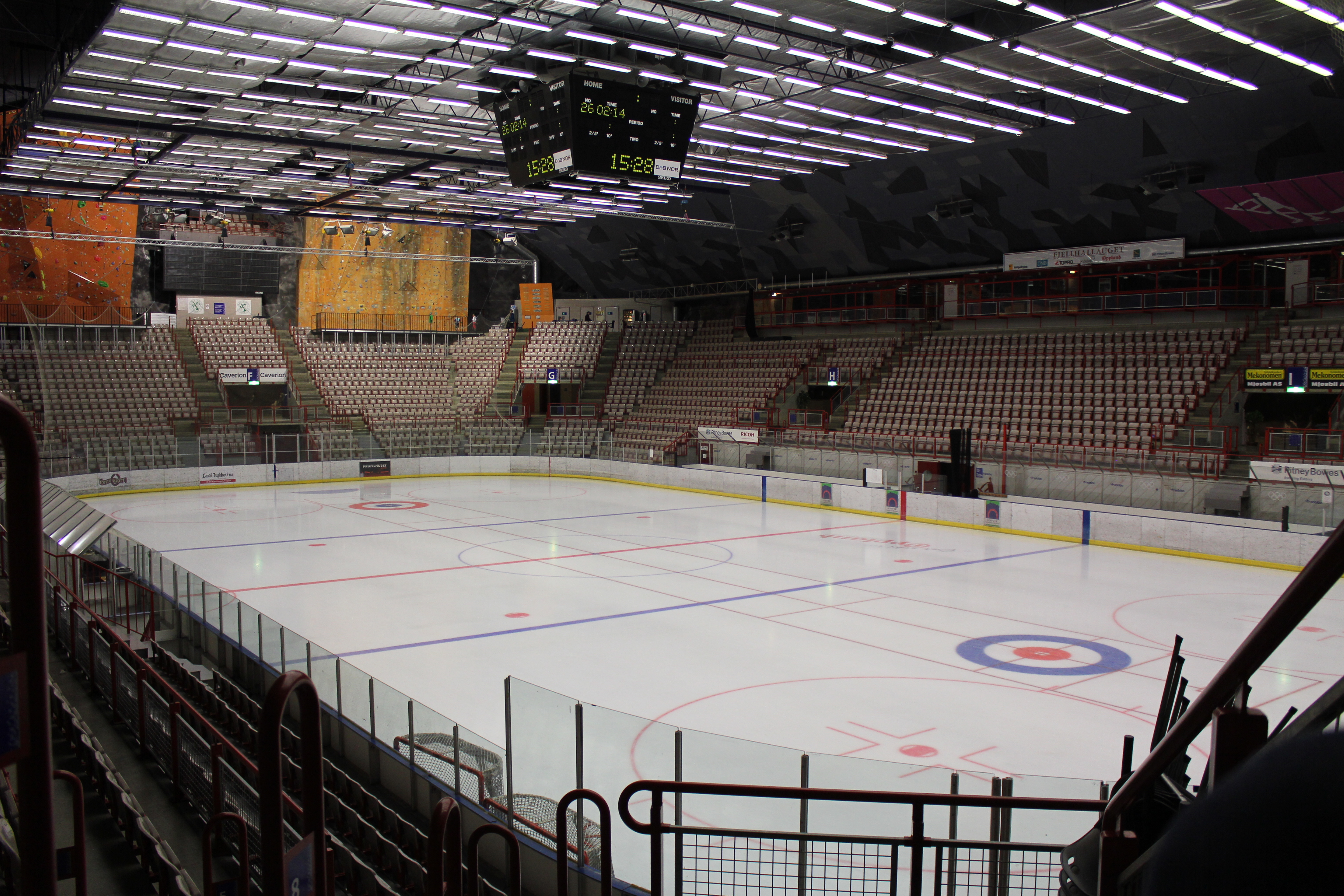
Patinoire olympique de Gjøvik

La patinoire olympique de Gjøvik a accueilli les épreuves de hockey sur glace lors des Jeux olympiques d'hiver de 1994 et comporte une piscine publique (Røverdalen). Il y a deux autres piscines publiques : Kopperudbadet à Sørbyen et Tranberghallen qui accueille aussi une piste de danse et une aire de handball.
Hovdetoppen accueille des installations de ski alpin et une halle destinée au tennis. Au-nord de la colline se trouve le centre aquatique Fastland et le centre équestre. Un hippodrome dédié aux courses de trot attelé se trouve à Biri.
Le principal stade de la ville, Gjøvik Stadion est la base de FK Gjøvik-Lyn et se situe à proximité du centre-ville entre Gjøvik Kirke et l'hôpital. Une de ses trois pelouses synthétiques est utilisée en hiver comme patinoire et il s'agit de la seule installation destinée à l'athlétisme. Vind IL a ses propres installations en périphérie sud de Sørbyen: GOBB Arena, et Gjøvik Håndballklubb est basé à Campus Arena près de NTNU à Sørbyen. Le lycée, Snertingdal et Biri ont chacun leur gymnase dédié, tout comme les clubs de gymnastique et de skateboard. Outre Gjøvik Stadion et GOBB Arena, Gjøvik compte 7 terrains de football.

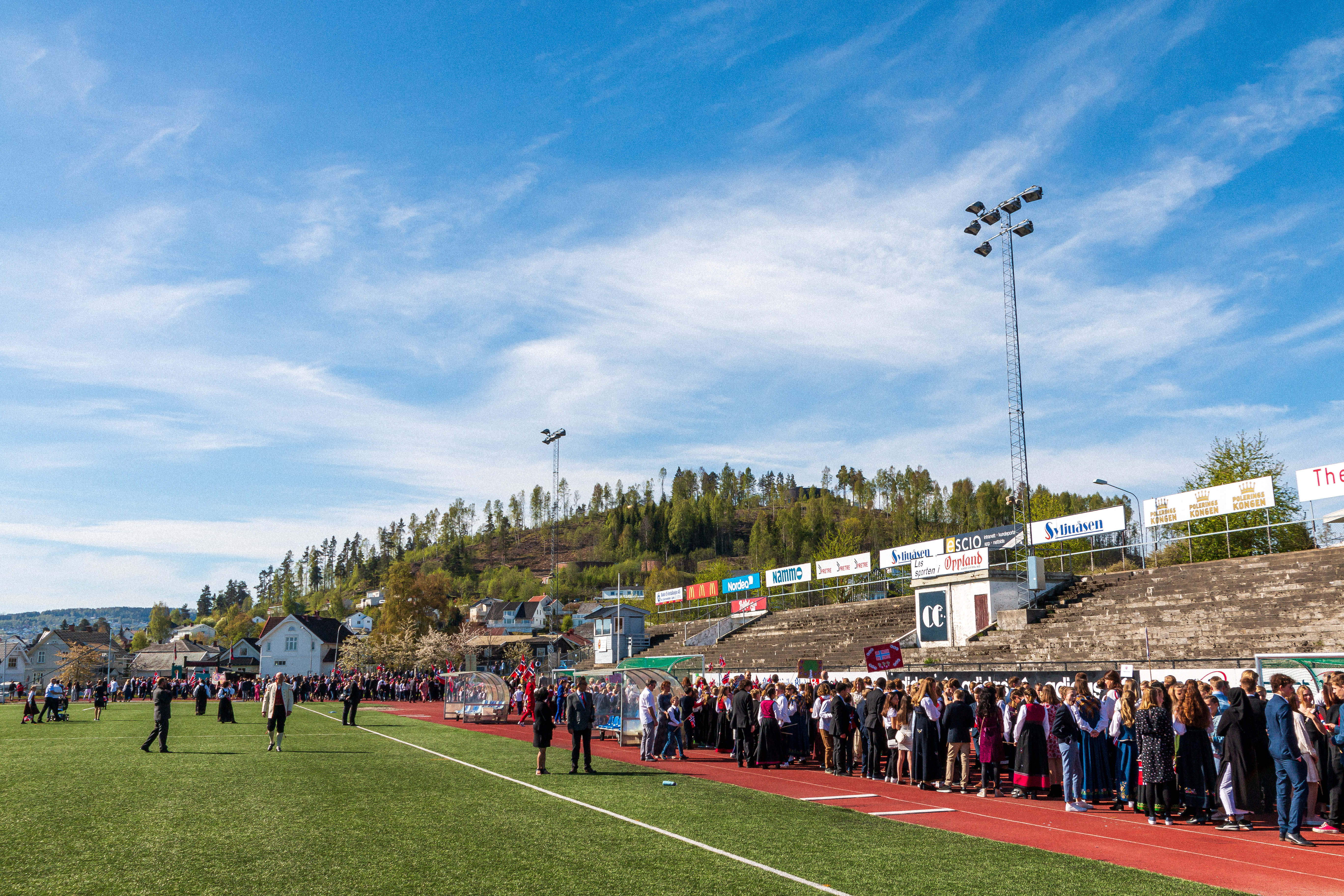
Gjøvik Stadion

Les clubs suivants sont implantés sur la commune (liste non-exhaustive):
- Gjøvik Hockey (hockey sur glace, 1. divisjon D2)
- Gjøvik Håndballklubb (handball, 2. divisjon femmes D3)
- FK Gjøvik-Lyn (football, 3. divisjon D4)
- Gjøvik Skøiteklub (patinage de vitesse)
- Gjøvik Brettklubb (skateboard)
- Gjøvik Gymnastikk og Turnforening (gymnastique)
- Gjøvik Klatreklubb (escalade)
- Gjøvik Rideklubb (centre équestre)
- Gjøvik Skiklubb (ski alpin et de fond, biathlon)
- Gjøvik Svømmeklubb (natation)
- Gjøvik Tennisklubb (tennis)
- Vardal IF (football, 5. divisjon D6)
- Vind IL (diversifié)

### Cultes

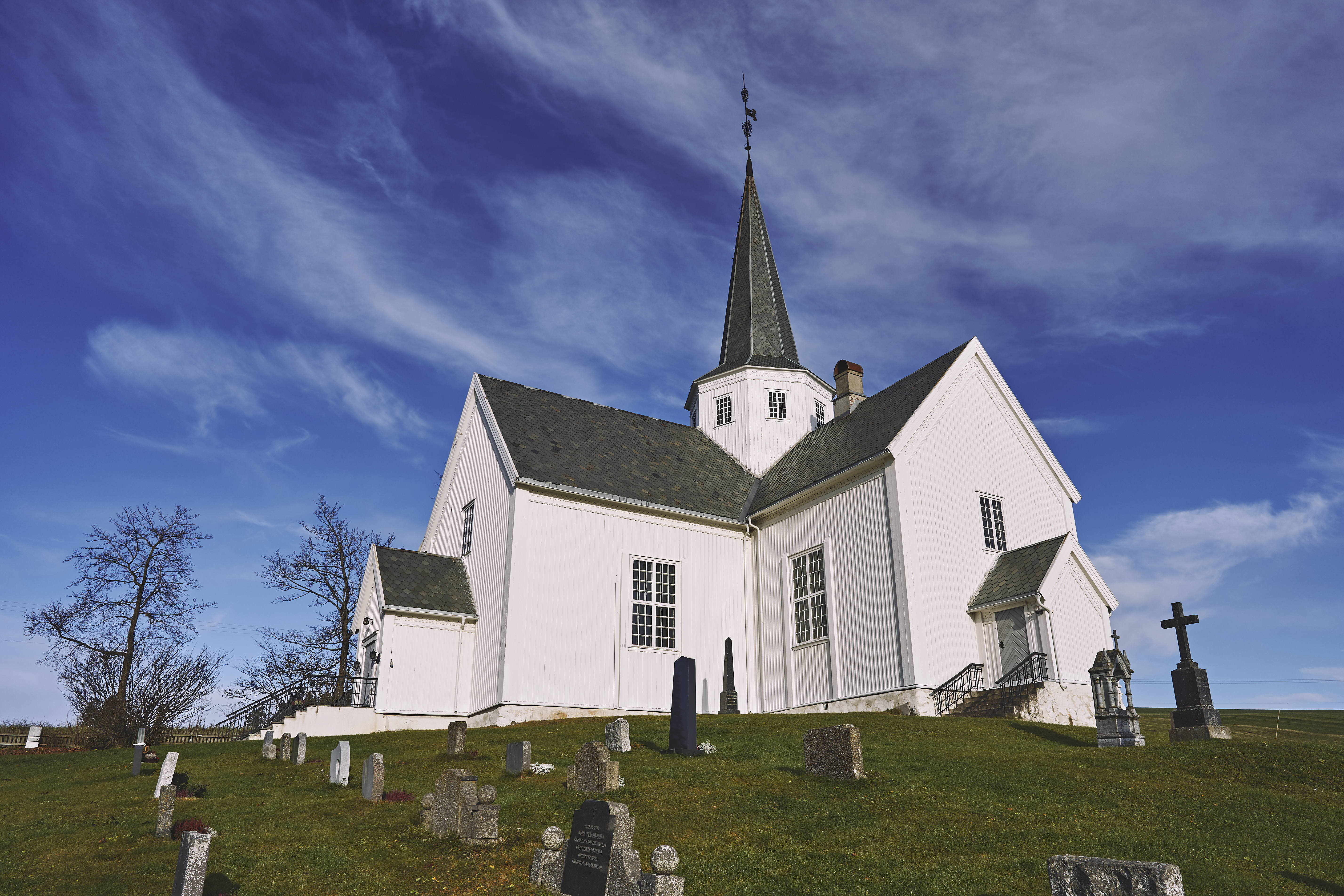
Église de Vardal

L'Église de Norvège est dominante avec 75,2 % de la population en 2019 et dispose des églises de Biri, Bråstad, Engehaugen, Gjøvik, Hunn, Seegård, Vardal ainsi que de Nykirke. Elle gère également la chapelle de Gjøvik, ainsi que la chapelle de Hunn, son cimetière et le crématoire.
Gjøvik accueille une communauté pentecôtiste Filadelfia de 81 membres en 2020.
Il existe également un centre culturel islamique à Gjøvik avec 675 membres en 2020.

### Media
Oppland Arbeiderblad détenu par Amedia et basé à Gjøvik couvre la région de Vestoppland et la vallée de Valdres. C'est le seul journal quotidien de Gjøvik depuis la faillite de son concurrent Samhold/Velgeren en 1991.
Gjøviks Blad est un journal gratuit hebdomadaire paraissant depuis 2002.

## Économie

### Revenus de la population et fiscalité
En 2019, le revenu médian brut par habitant était de 385 900 NOK à Gjøvik, soit 1,3 % en dessous de la moyenne du comté d'Oppland et 7,3 % en dessous de la moyenne nationale.
12,4 % de la population vivait en 2018 dans un foyer dont les revenus étaient inférieur à 60 % de la médiane de l'Union Européenne, contre 11,3 % pour le comté d'Oppland et 11,2 % au national.

### Emploi
Fin 2019, la population âgée de 15 à 74 ans s'élevait à 22 920 personnes, dont 64,5 % était en activité et 2,0 % inscrits au chômage. Les hommes était légèrement plus actifs (67,4 %) que les femmes (61,5 %). La classe d'âge la moins active étaient les 67-74 ans (18,7%) et la plus active les 40-54 ans (81,9 %). 10,5 % des 18-67 ans étaient durablement inaptes au travail (uføre).
4 913 résidents de Gjøvik travaillaient dans une autre commune et 7 097 résidents d'une autre commune étaient employés à Gjøvik. 2,7 % des habitants en activité travaillaient dans le secteur primaire, 20,7 % travaillaient dans le secteur secondaire, 33,3 % travaillaient dans le secteur tertiaire marchand et 39,8 % travaillaient dans les services publics.

### Entreprises et commerces

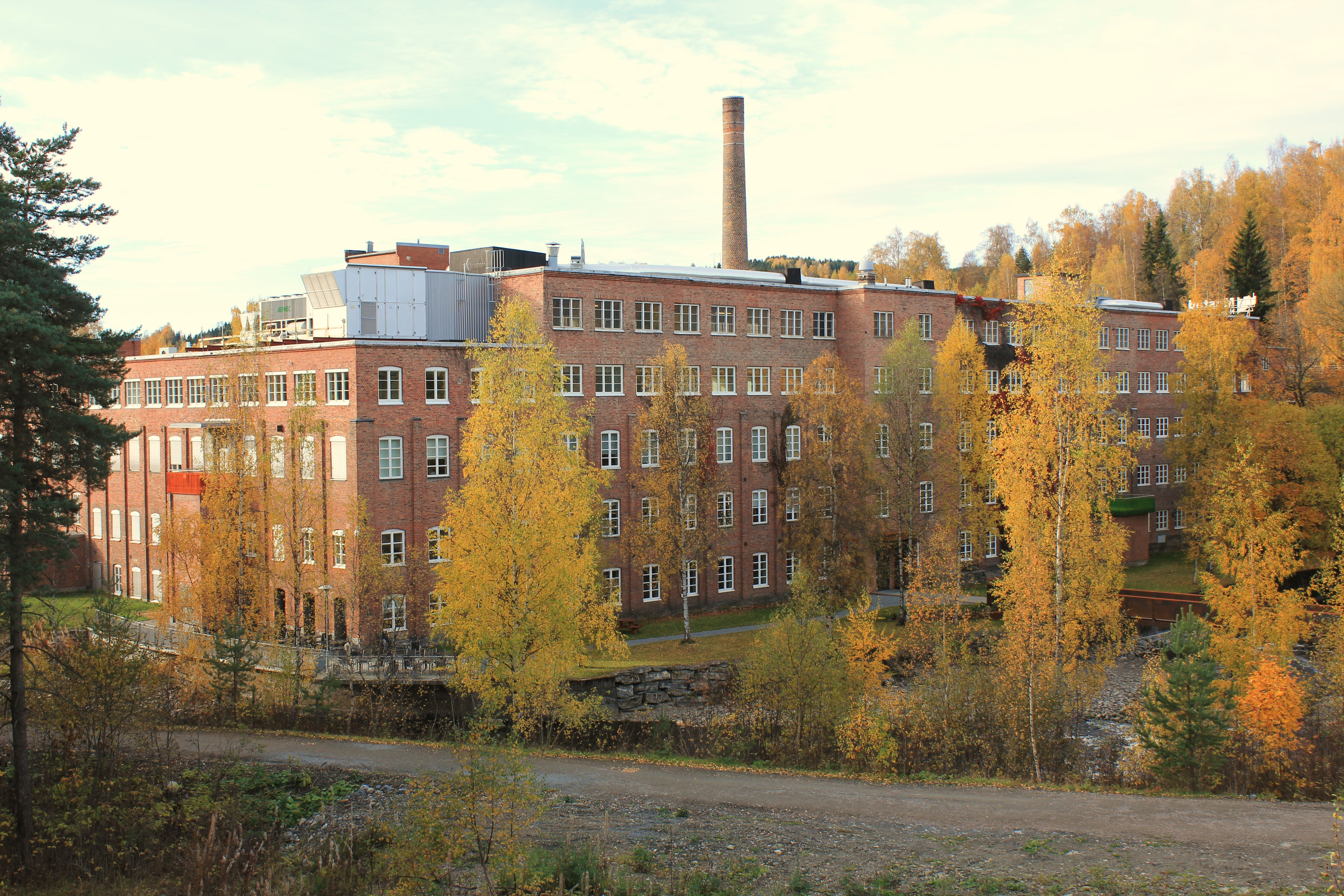
Parc d'activités Mustad

Gjøvikregionen Utvikling est chargé du développement économique du Vestoppland et gère l'incubateur Bright House dans le parc d'activités Mustad.

#### Secteur primaire
En 2010, 4 280 hectares étaient cultivés par 261 entreprises dans la commune de Gjøvik, ce qui plaçait la commune en 2ème position dans l'Oppland et 4ème position dans l'Innland. L'agriculture est dominée par l'élevage laitier et la production de fourrage.
En 2019, 220 647 m3 de bois dont 97,7 % d'épicéa ont été abattus pour la vente dans la commune de Gjøvik, ce qui la place en 1ère position dans l'Oppland et 6ème position dans l'Innland. 

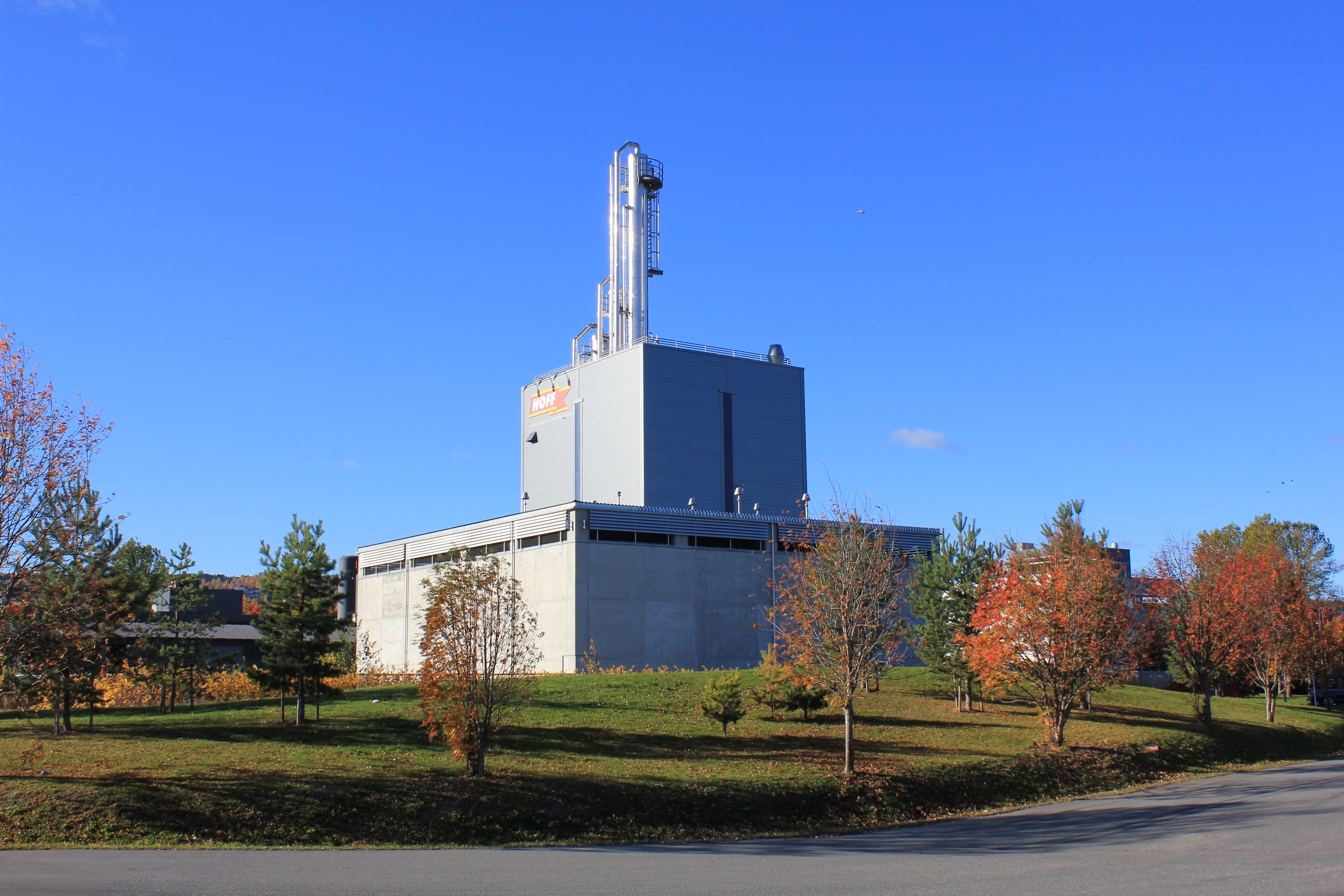
Distillerie automatisée d'alcool pur de pommes de terres HOFF

#### Secteur secondaire
L'industrie domine l'histoire de Gjøvik et demeure importante dans son tissu économique avec environ 1300 emplois équivalents temps-plein fin 2019, plaçant la commune en 3ème position dans l'Innland derrière ses voisines Ringsaker et Vestre Toten. Les principaux établissements se trouvent à Sørbyen, Hunndalen et Biri. Les activités sont variées mais concentrées autour de la transformation du bois (Hunton, Scierie Moelven, Madshus Ski), de l'agroalimentaire (distillerie et produits préparés HOFF), et la production de machines (Øveraasen).
Les entreprises de la construction offraient 1400 équivalents temps-plein fin 2019, plaçant la commune en 2ème position dans l'Innland derrière Hamar.

#### Secteur tertiaire

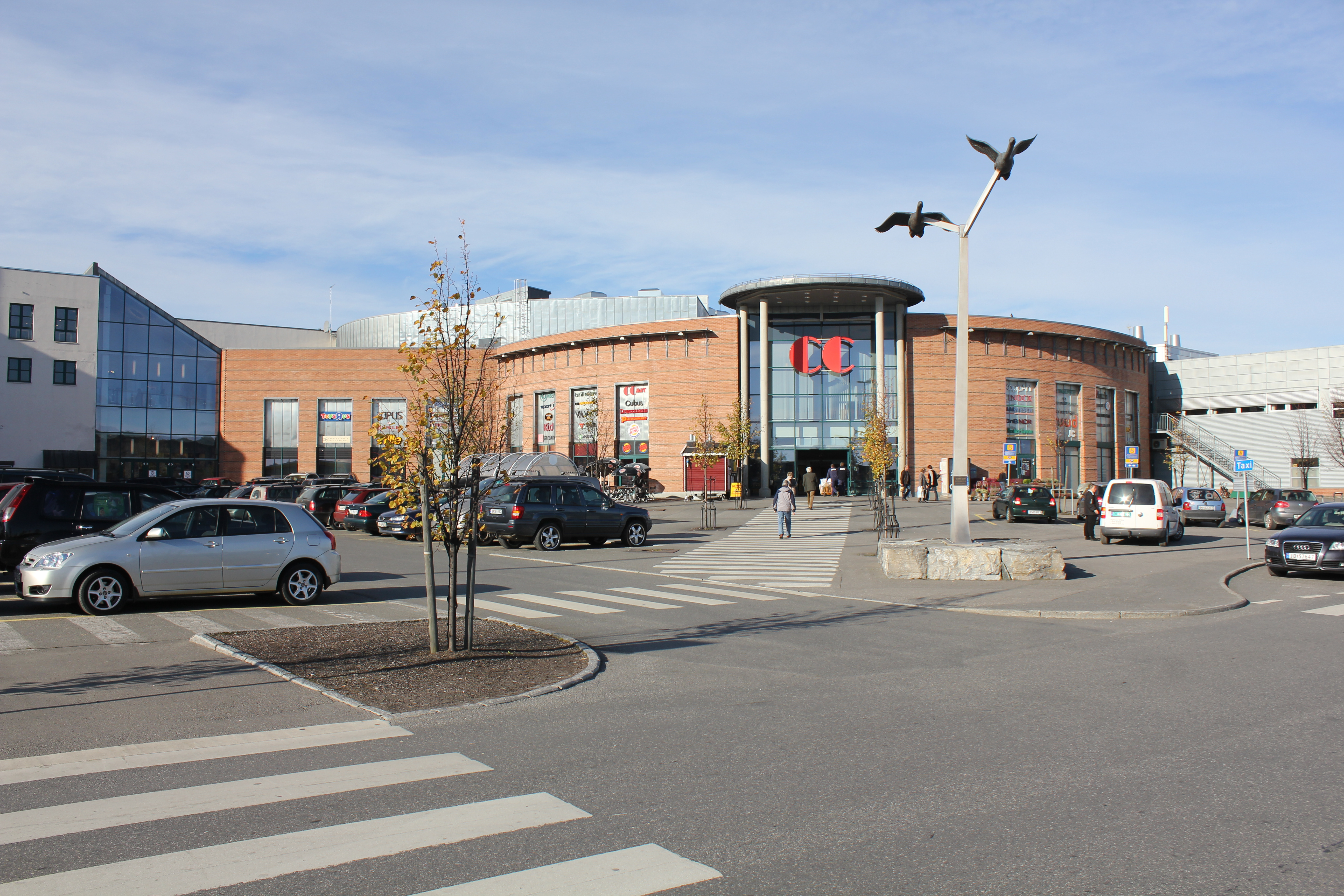
CC Gjøvik

En 2017, le chiffre d'affaires des commerces de la commune de Gjøvik, carburants exclus, s'élevait à 2,965 milliards de couronnes HT, répartis entre 37 % pour CC Gjøvik, 31 % pour les commerces de centre-ville et de quartier, et 31 % pour les grandes surfaces. Gjøvik attire les consommateurs des communes environnantes (Toten, Land et Hadeland).
CC Gjøvik se revendique comme le plus important centre commercial du comté d'Innland avec 40 000 m² de surfaces commerciales et 80 locataires à proximité de la gare. CC Gjøvik semble conserver ses parts de marché, au contraire du centre-ville et des arrondissements qui ont vu leur chiffre d'affaires diminuer de 2008 à 2017 au profit des grandes surfaces.

## Culture locale et patrimoine

### Lieux et monuments

#### Eiktunet

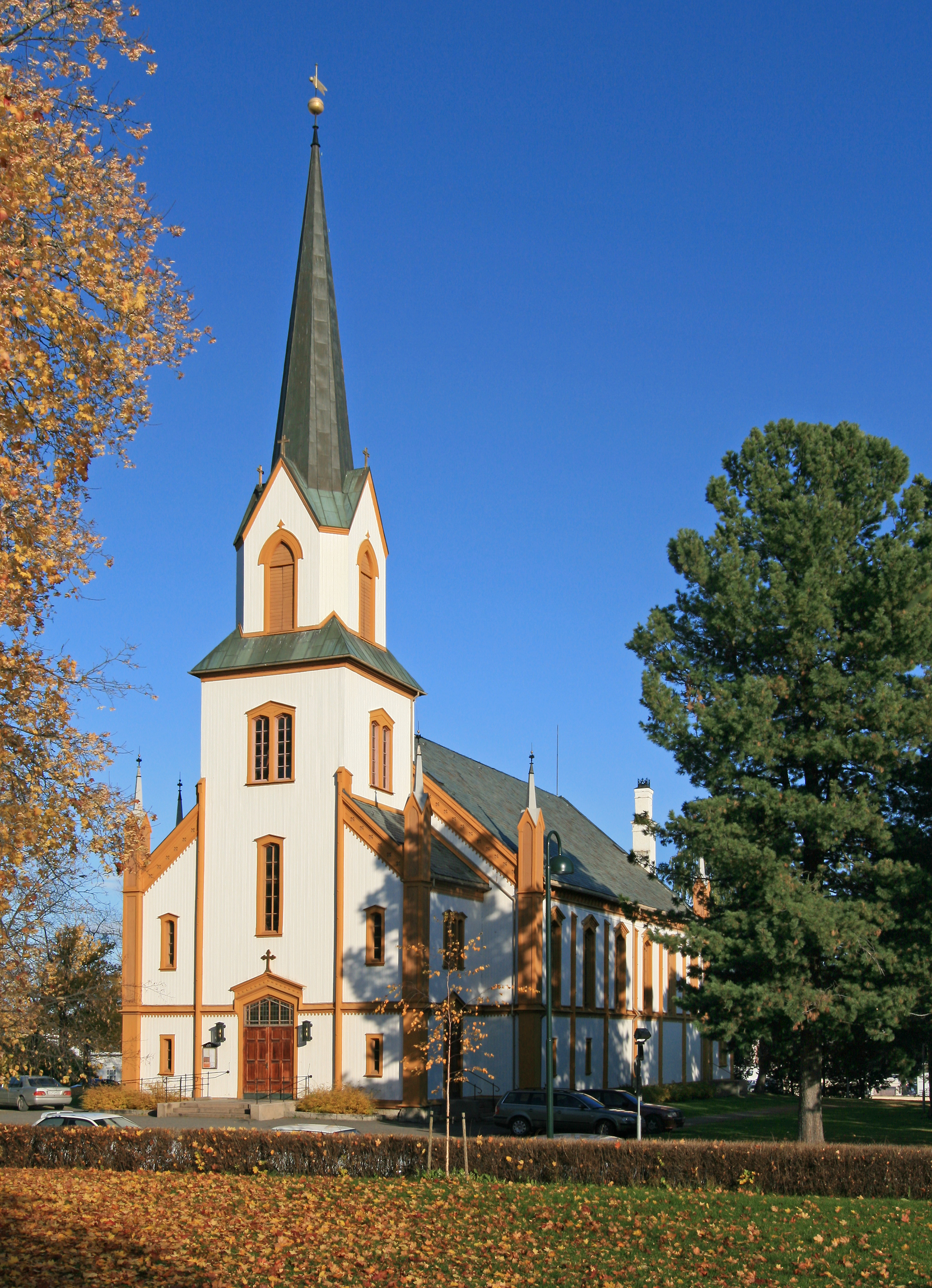
Église de Gjøvik

Le hameau Eiktunet date du XIXe siècle et est devenu un musée à ciel ouvert au sein du Mjøsmuseet. Il offre une vue surplombant le lac Mjøsa.

#### Église de Gjøvik
L'église de Gjøvik est une église-halle néo-gothique de 1882 dessinée par l'architecte Jacob Wilhelm Nordan et listée aux monuments historiques depuis 2000. Les peintures au-dessus de l'autel sont les premières à avoir été réalisées par une femme, Asta Nørregaard.

#### Gjøvik Gård
Les bâtiments de la Gjøvik Gård ont été construits pour la famille de Caspar Kauffeldt, considérés comme les fondateurs de la ville. Elle a ensuite été vendue en 1860 au lensmann John Mjøen. Son fils, le commissaire général de guerre Alf Mjøen (1869-1956) la lègue à la commune pour qu'elle continue à jouer un rôle de centre culturel à Gjøvik. Elle a depuis été transformée en musée géré par Mjøsmuseet, et est protégée par arrêté depuis 2008.

#### Kauffeldtgården

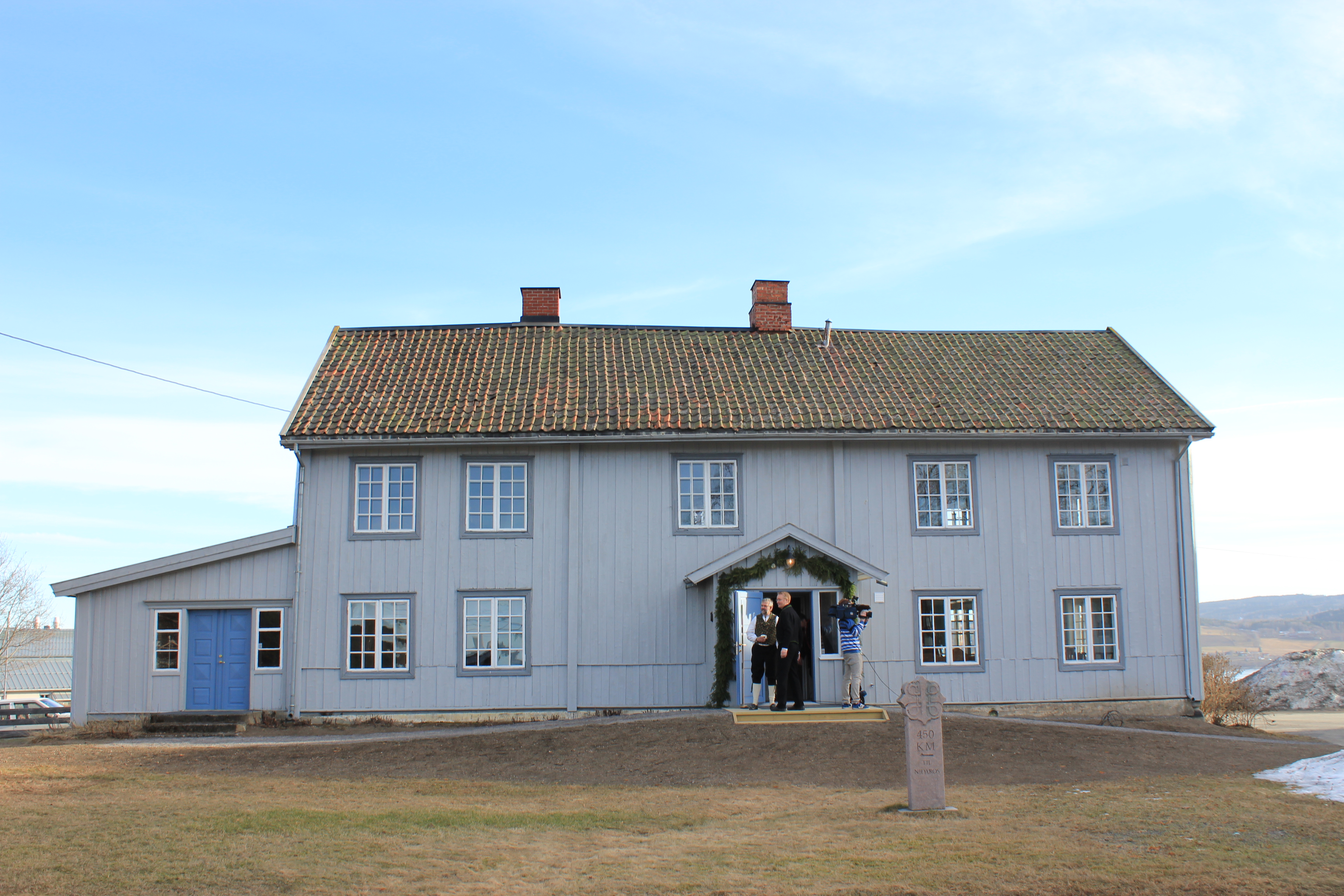
Tingbygningen à Hunn

Kauffeldtgården est la seule maison subsistant du complexe construit autour de la verrerie de Gjøvik. Elle abrite aujourd'hui les collections photographiques du Mjøsmuseet, ainsi que ses bureaux et ceux des associations artistique et historique de Gjøvik. Kauffeldtgården a été acquise par la ville de Gjøvik en 1965, et classée en 1985.

#### Tingbygningen à Hunn
Ce bâtiment est le dernier subsistant de l'ancienne exploitation agricole de Hunn sur les terres de laquelle une partie de la verrerie et des manufactures furent construites. Il accueille les collections de musique traditionnelle du Mjøsmuseet et l'association de musiciens de Gjøvik.

#### Gare de Gjøvik

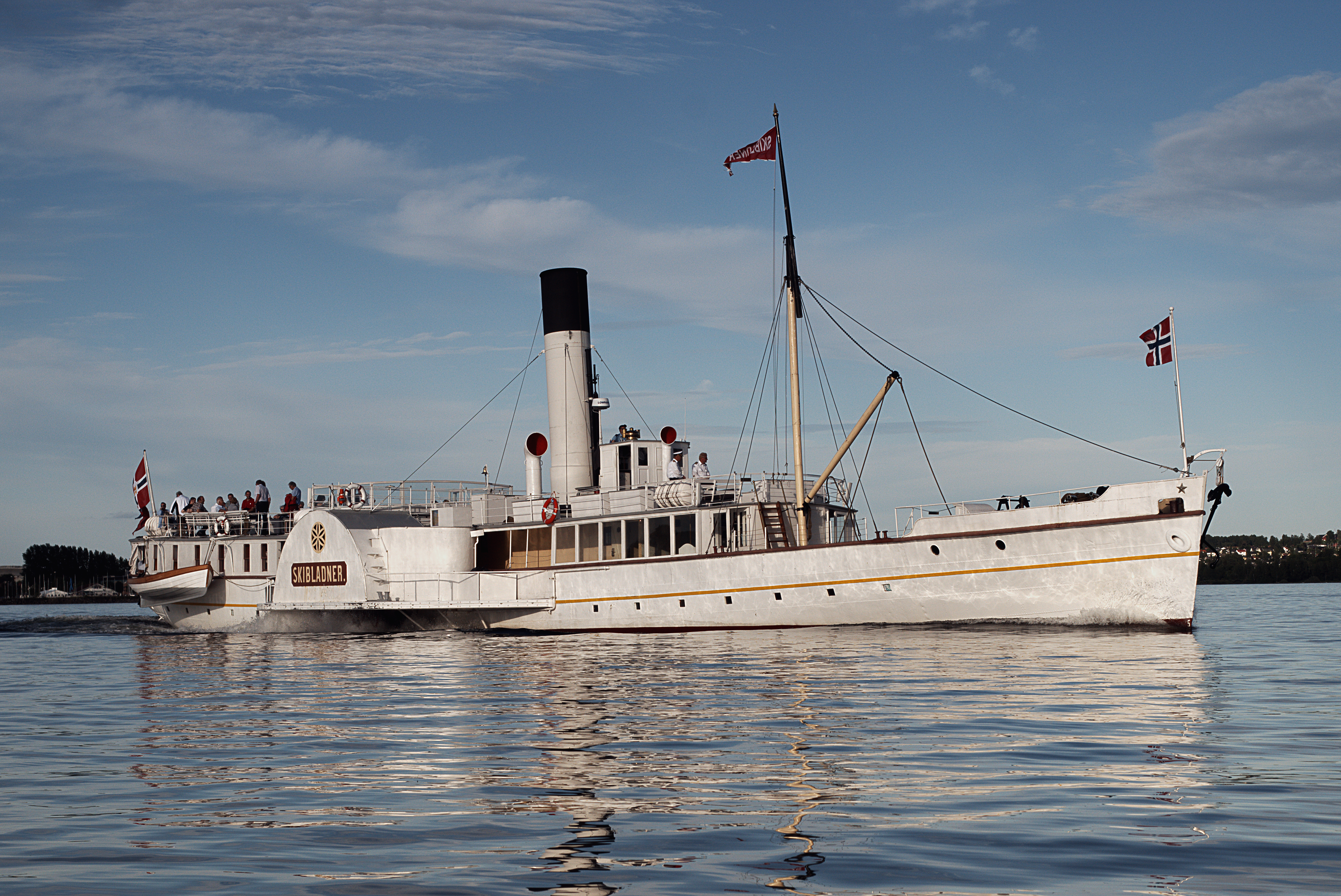
Le Skibladner arrivant à Hamar

La gare de Gjøvik date de 1902. Elle a été dessinée par Paul Armin Due et serait d'inspiration allemande. L'extérieur du bâtiment est protégé depuis 2002 par arrêté ministériel.

#### Skibladner
Le PS Skibladner est l'un des plus vieux bateaux à aubes encore en service et a été construit en 1856. Il a été protégé par arrêté en 2006, et est aussi désigné comme le "cygne blanc de Mjøsa" (Mjøsas hvite svane). Il assure des services en été vers Eidsvoll, Hamar, Kapp et Totenvika (Østre Toten), Lillehammer et Moelv. En hiver, le navire est amarré à Gjøvik.

### Équipements culturels

#### Bibliothèque

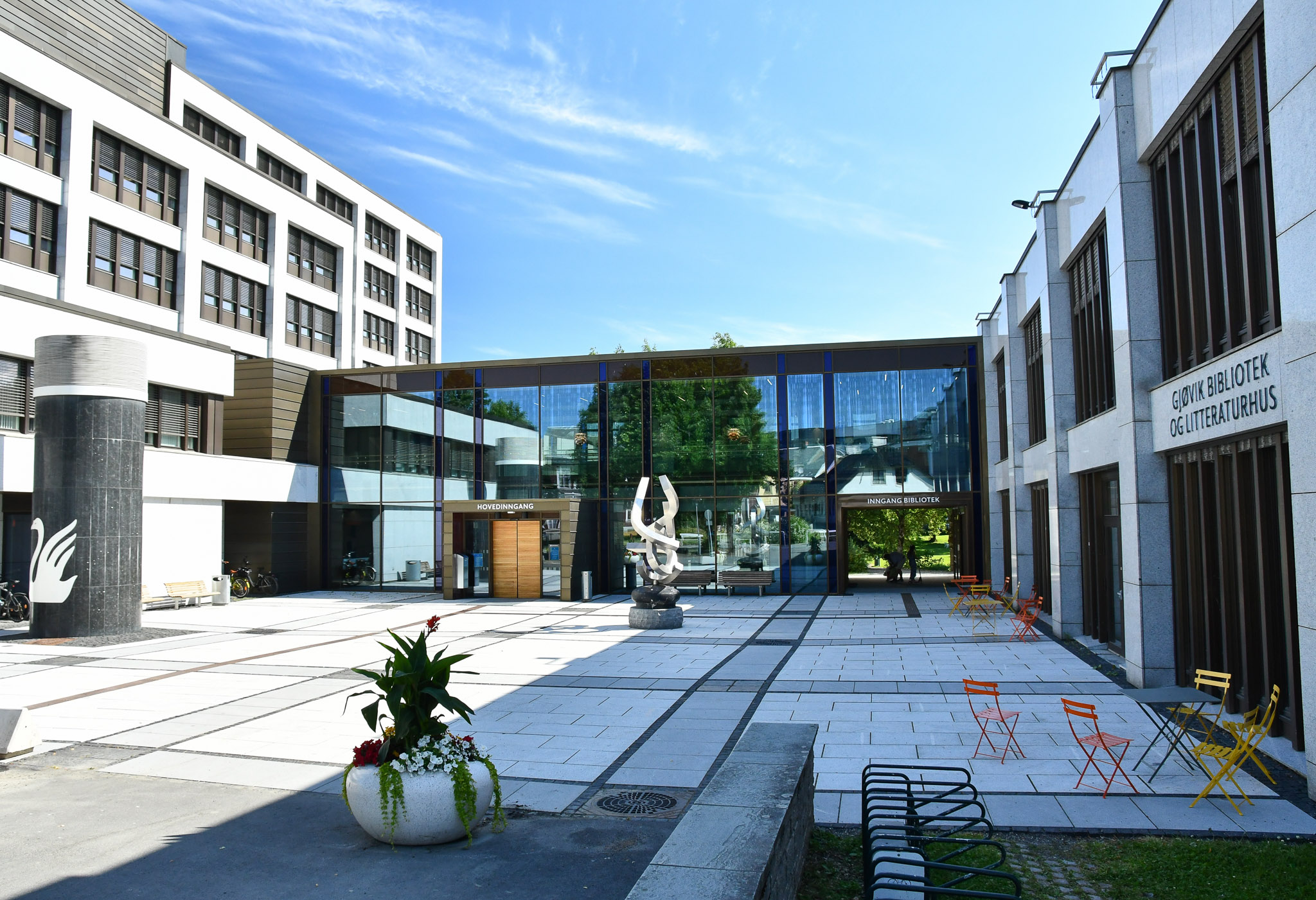
Mairie et bibliothèque de Gjøvik

La bibliothèque municipale de Gjøvik fait partie du centre culturel de Gjøvik et est située dans le prolongement de la mairie de Gjøvik. Elle comporte une maison de la littérature et accueille la collection d'histoire locale de la bibliothèque comtale d'Oppland.

#### Maison de la culture
La maison de la culture de Gjøvik, faisant elle aussi partie du centre culturel, dispose de trois salles de cinéma de 500, 120 et 75 places. La salle de cinéma principale  est également utilisée par le théâtre national itinérant Riksteatret et le théâtre comtal Teater Innlandet.
Une autre salle, la Friscena de 200 places est destinée aux artistes indépendants.

#### Gjøvikhallen

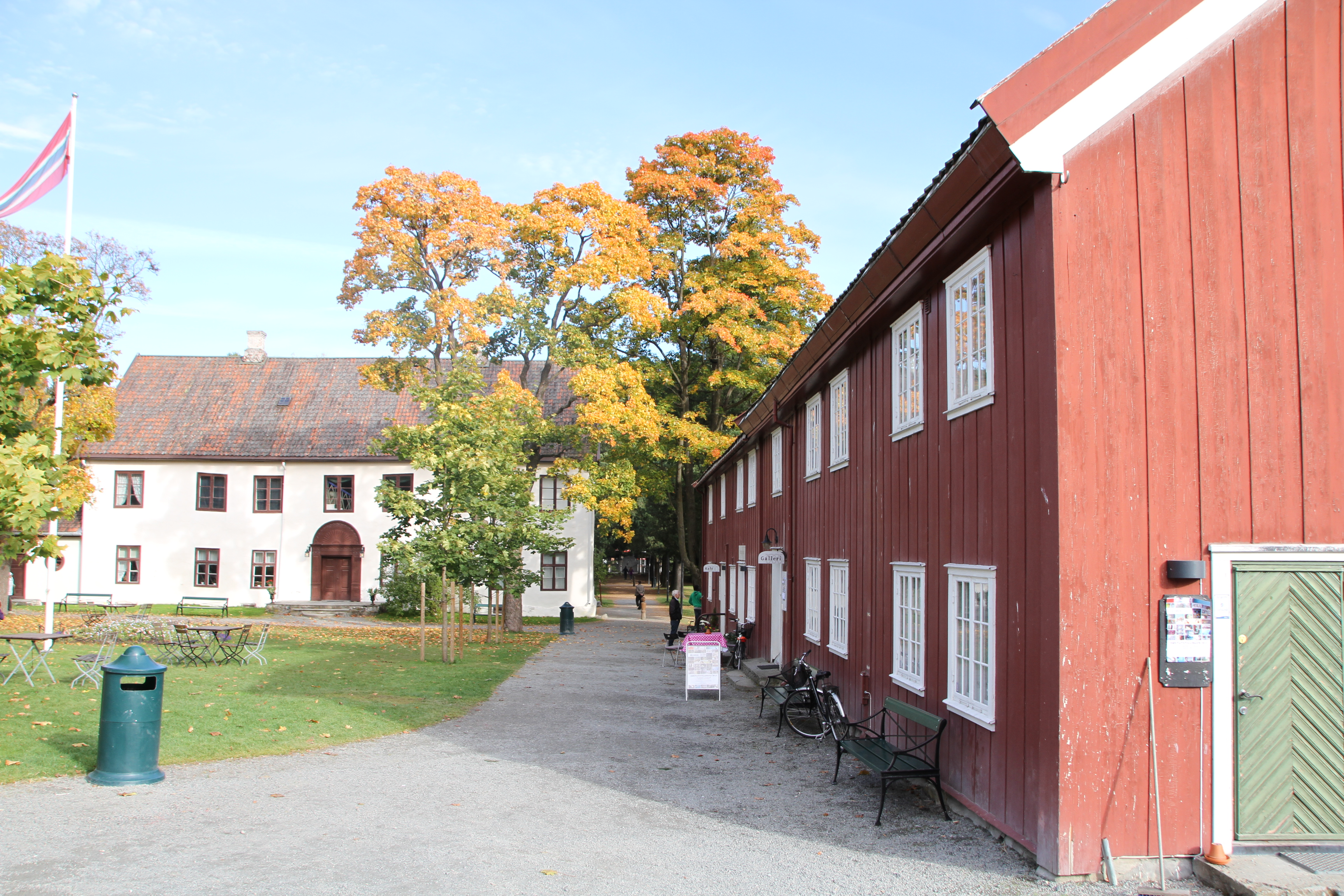
Gjøvik Gård

Gjøvikhallen est aussi rattachée au centre culturel et est la principale salle de concerts de Gjøvik avec une capacité de 350 à 600 personnes dans l'ancienne grange de la Gjøvik Gård. Avec le café et l'espace d'exposition de Drengestua, elle fait partie du Mjøsmuseet. 

#### Vitensenteret
Le centre d'éveil scientifique régional de l'Innland est destiné aux enfants et installé dans les anciens locaux de la distillerie Holmen à Gjøvik . Le musée Mjøsmuseet y expose aussi une collection de verres produits aux verreries de Gjøvik et Biri entre 1807 et 1843.

### Personnalités liées à la ville
- Clarin Mustad (1871-1948), né à Vardal, industriel
- Guttorm Berge (1929-2004), né à Gjøvik et mort à Bærum, skieur alpin
- Kjell Ola Dahl (1958- ), auteur de romans policiers et scénariste
- Hans Olav Lahlum (1973- ), né à Mo i Rana et résident de Gjøvik, historien, joueur d'échecs, journaliste, écrivain et homme politique (SV)
- Gro Hammerseng-Edin (1980-), championne olympique de handball
- Anna Lotterud (Anna of the North) (1989-), autrice-compositrice-interprète
- Ingvild Flugstad Østberg (1990-), championne olympique de ski de fond
- Oliver Berg (1993-), footballeur norvégien né à Gjøvik
- Maren Skjøld (1993-), championne d'Europe de ski alpin
- Maren Lundby (1994-), née à Gjøvik et réside à Toten, championne olympique de saut à ski